# Акакий (Кузнецов)
Монах Акакий (в миру Андрей Кузнецов; 27 августа [8 сентября] 1873, Вологодская губерния — 30 января 1984, Хейнявеси, Миккели) — русский православный монах, который на момент смерти являлся старейшим человеком в скандинавских странах и Финляндии, пока самым старым человеком не стал Аарне Арвонен.

## Биография
Родился 17 октября 1873 года в Вологодской губернии. От рождения страдал нейросенсорной тугоухостью. Будучи подростком, отправился в монастырь, чтобы избежать службы в армии.
Он стал работать конюхом в Соловецком монастыре на острове в Белом море. В 1898 году он отправился в Печенгский монастырь в Петсамо, где после 15 лет пребывания в монастыре в 1913 году был пострижен в монашество с именем Акакий.
Монастырская жизнь была нарушена Советско-финской войной, и монахи перебрались в 1942 году в Ново-Валаамский монастырь в Хейнявеси, куда монахи Печенгского и Валаамского монастырей были переведены из-за войны. Отец Акакий присматривал за лошадьми до 90 лет, когда монастырь перестал держать лошадей.
Акакий вёл аскетичный образ жизни с очень скудной диетой. Чтение Библии и молитвы были его ежедневным ритуалом до столетнего возраста.
В возрасте 100 лет он всё ещё мог ходить в церковь. Когда Акакию исполнилось 107, он получил письмо из муниципалитета Хейнявеси, в котором сообщалось, что его зачислили в первый класс начальной школы, так как компьютерная программа оперировала только двузначными числами и 107 лет превратились в 7. Ошибка очень развеселила Акакия.
Акакий умер в возрасте 110 лет и 106 дней 30 января 1984 года в последнюю ночь своей последней Евхаристии.